# Flagge Kentuckys

Flagge Kentuckys

Die Flagge des US-Bundesstaates Kentucky wurde am 26. März 1918 angenommen.

## Geschichte
Die Flagge wurde von Jesse Cox einem Kunstlehrer aus Frankfort, Kentucky entworfen. Am 26. März 1918 wurde sie von der Generalversammlung Kentuckys angenommen und 1928 in ihrer aktuellen finalen Form festgelegt.

## Gestaltung

Siegel Kentuckys

Die Flagge besteht aus dem Siegel Kentuckys auf einem marineblauen Feld, umgeben von den Worten „Commonwealth of Kentucky“ darüber und den Zweigen der Goldrute, der Staatsblume, darunter.
Das Siegel zeigt zwei Männer, die sich mit Händedruck begrüßen. In der allgemeinen Vorstellung wird behauptet, dass der in Wildleder gekleidete Mann auf der linken Seite Daniel Boone ist, der für große Teile der Erschließung Kentuckys verantwortlich war, und der Mann im Anzug auf der rechten Seite soll Henry Clay sein, Kentuckys berühmtester Staatsmann.
Die offizielle Erklärung lautet, dass die beiden Männer symbolisch für alle Entdecker und Staatsmänner stehen, und nicht für bestimmte Personen. Sie umgibt das Staatsmotto:

“United we stand, divided we fall.”

„Zusammen sind wir stark, geteilt gehen wir unter.“

Das Motto stammt aus dem Text des The Liberty Song, eines patriotischen Liedes der Amerikanischen Revolution.

## Gelöbnis
Im Jahr 2000 hat die Generalversammlung folgendes Loyalitätsgelöbnis für die Flagge festgelegt:

“I pledge allegiance to the Kentucky flag, and to the Sovereign State for which it stands, one Commonwealth, blessed with diversity, natural wealth, beauty, and grace from on High.”

„Ich schwöre Treue auf die Flagge Kentuckys und den souveränen Staat für den sie steht, eine Gemeinschaft, gesegnet mit Vielfalt, natürlichem Reichtum, Schönheit und Gnade von Gott.“